# Llopada
|  | No s'ha de confondre amb llopada (U-Boot). |

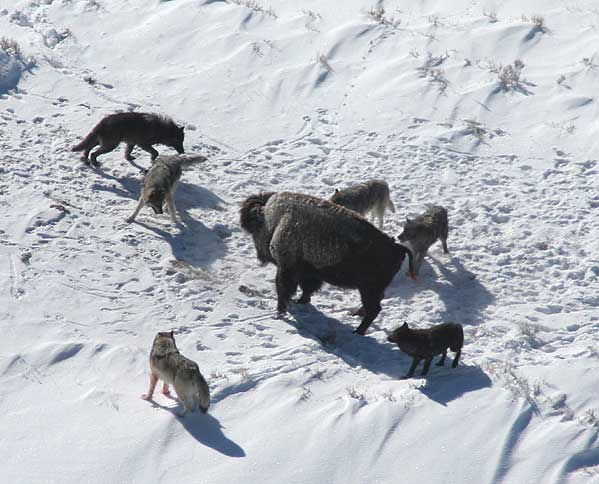
llopada caçant a un Bisó.

Una llopada és un grup de llops organitzats d'acord amb una estricta jerarquia social. La llopada és liderada per un mascle alfa i una femella alfa. Originalment es va creure que aquesta estructura social permetia al llop, un predador social, obtenir preses més grosses que ell; noves teories suggereixen, no obstant això, que amb l'estratègia de llopada es maximitza l'èxit reproductiu.
La grandària de la llopada pot variar al llarg del temps i es controla per factors que inclouen el tipus d'hàbitat, les personalitats individuals i les reserves de menjar. Generalment les llopades contenen entre dos i sis membres, encara que s'han documentat llopades amb més de 20 membres (Lycaeon pyctus).

## Animals Alfa
La parella alfa gaudeix de la major llibertat social de tots els animals de la llopada, però no són capdavanteres en el sentit en el que els humans solen pensar. No donen ordres als altres llops. Els alfes simplement tenen major llibertat per triar on volen anar i què els agradaria fer, i la resta de la llopada normalment els segueixen.
Mentre que la majoria de les parelles alfa són monògames, hi ha excepcions. Un animal alfa pot aparellar-se amb un animal amb una posició més baixa en la jerarquia, especialment si l'altre alfa hi està relacionat (un germà o germana). Així mateix els llops no s'aparellen per sempre. La mort d'un alfa no afecta l'estatus de l'altre alfa, que generalment prendrà una altra parella. Normalment només la parella alfa pot reproduir-se i criar una ventrada de cadells. Altres llops de la llopada poden reproduir-se, i fins i tot fecundar cadells, no obstant això tenen una manca de llibertat o de recursos necessaris per a poder mantenir als cadells fins a la maduresa. Tots els llops de la llopada participen en la cria dels llobatons.

## Establiment del rang

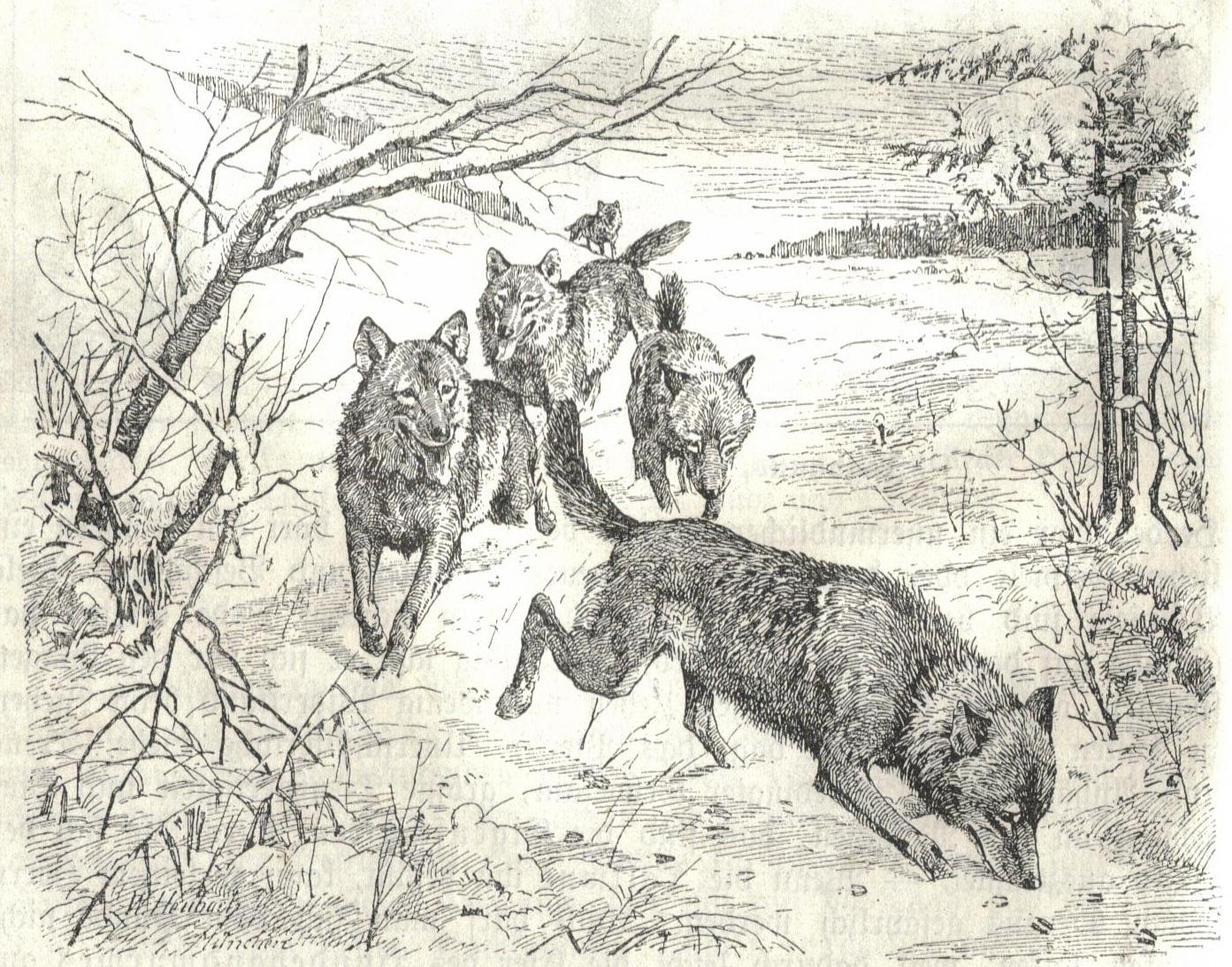
Gravat antic d'una llopada.

La jerarquia o ordre del rang de la llopada és relativament estricte, amb els alfes (un mascle i una femella) al cim de la cúspide. La jerarquia afecta a totes les activitats de la llopada, des de quin llop menja primer, fins a quin llop se li permet reproduir-se (generalment només a l'alfa). Tot i això, han canviat certs punts, antigament es pensava que el mascle omega ocupava el rang més baix, però estudis recents han revelat que no és del tot així, ja que el seu paper dins la llopada pot arribar a ser crucial.
L'ordre del rang s'estableix i manté al llarg d'una sèrie de baralles rituals i postures millor descrites com una intimidació ritual. Els llops prefereixen una guerra psicològica al combat real i l'alt rang es basa més en la personalitat o actitud que en la grandària o en la força. Com es manté i es fa complir el rang varia àmpliament entre llopades i entre animals individuals. En grans llopades plenes d'animals tractables, o en un grup d'animals joves, l'ordre del rang pot canviar gairebé constantment, o fins i tot pot ser circular (animal A domina a l'animal B que domina l'animal C que domina a l'A.
La pèrdua del rang pot ocórrer d'una forma tant gradual com sobtada. Un llop més vell pot simplement triar apartar-se quan es presenta un reptador ambiciós, canviant el rang sense vessar sang. O bé l'animal més vell pot triar lluitar amb diferents graus d'intensitat. Mentre que un alt percentatge de les agressions no causen danys i són rituals, algunes baralles sí que poden causar ferides. El perdedor d'aquest combat és freqüentment foragitat de la llopada, o, rarament, pot ser mort. Aquest tipus de domini és més comú en els mesos d'hivern, quan és l'època de reproducció.

## Creació de noves llopades
Les noves llopades es formen quan un llop deixa la seva llopada de naixement i reclama un territori. Els llops que busquen altres llops amb els que formar una llopada poden viatjar distàncies molt llargues a la recerca de territoris apropiats. Individus dispersos han d'evitar els territoris d'altres llops perquè els intrusos són espantats o morts. Això probablement explica l'actitud predadora dels llops cap als gossos. La majoria dels gossos, excepte potser els de gran talla, no tenen molta oportunitat d'èxit en contra d'un llop que estigui protegint el seu territori d'elements indesitjats.